# 廷托河
廷托河（直译：「红河」，西班牙語發音：[ˈri.o ˈtinto]）为西班牙南部安达卢西亚境内的一条河流。发源自莫雷纳山脉，流向西南，在韦尔瓦注入大西洋加的斯湾。流域内富有铜、铁、金等矿藏，早在公元前3000年，伊比利亚人就在附近开采矿藏。因河流流经矿区，故河水富含矿物，呈红色，并显酸性。河水中有耐酸的细菌、藻类。